# Tamuna Sirbiladze

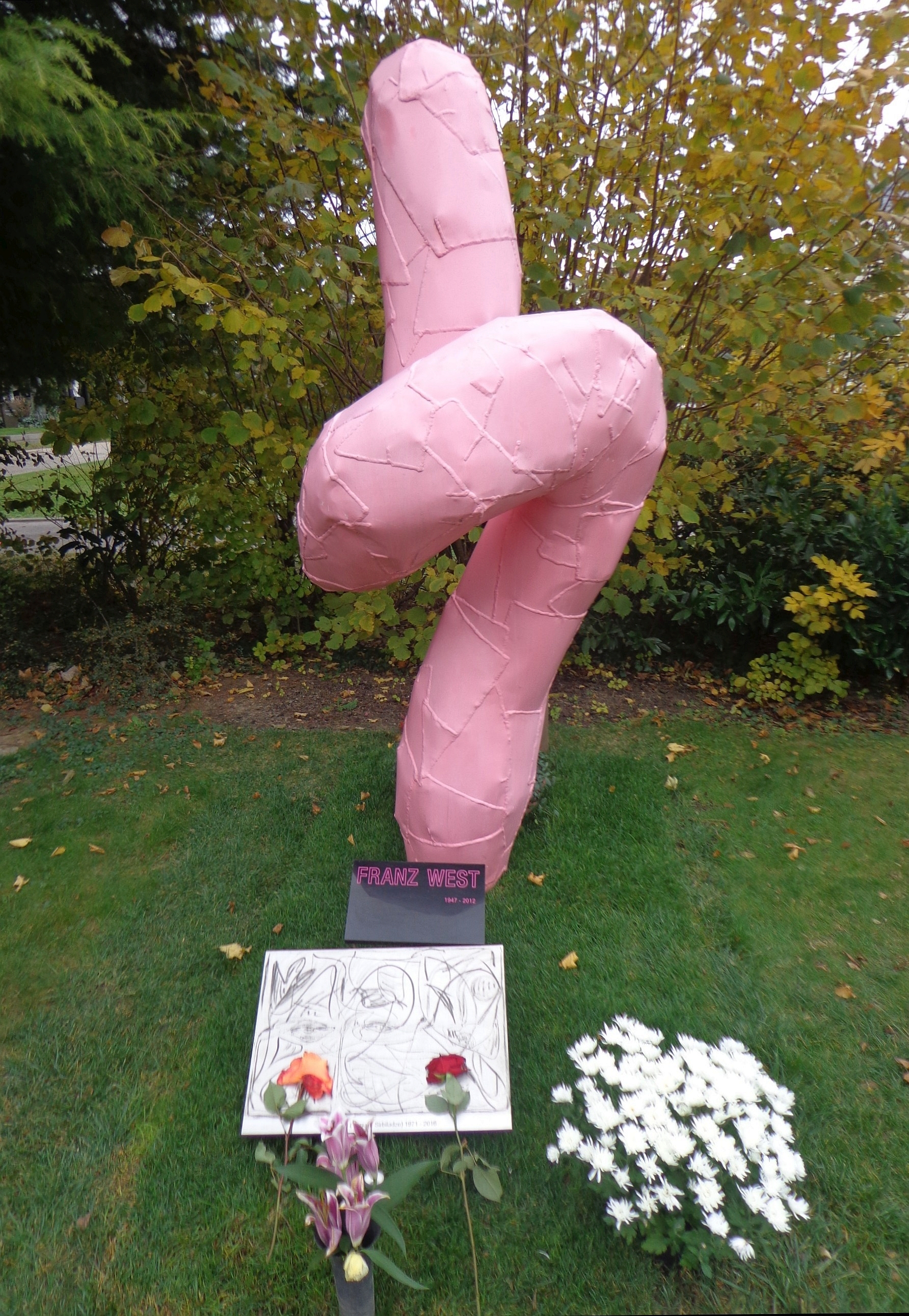
Ehrengrab von Franz West und Tamuna Sirbiladze auf dem Wiener Zentralfriedhof

Tamuna Sirbiladze (* 12. Februar 1971 in Tiflis; † 2. März 2016 in Wien) war eine georgisch-österreichische Künstlerin.

## Leben
Tamuna Sirbiladze wurde 1971 in Tbilisi, der Hauptstadt Georgiens, geboren. Nach ihrer Schulausbildung schloss sie dort ein Kunststudium (1989–1994) an der staatlichen Akademie der Künste in Tiflis ab und setzte ihr Studium in Wien an der Akademie der bildenden Künste (1997–2003) und an der Slade School of Fine Art (2003) in London fort. Sie war die Ehefrau und Künstlerkollegin von Franz West (1947–2012), mit dem sie bei zahlreichen Projekten zusammengearbeitet hat. 2008 wurde ihr Sohn Lazare und 2009 ihre Tochter Emily geboren. In ihren letzten Jahren lebte sie mit dem Schriftsteller Benedikt Ledebur zusammen. Tamuna Sirbiladze starb in Wien im Alter von 44 Jahren an einer Krebserkrankung.

## Publikationen
- Tamuna Sirbiladze,[3] Benedikt Ledebur, Lucas Zwirner (Herausgeber), David Zwirner Books, New York 2017
- titles,[4] Onestar press, Paris 2014
- Der Ficker - zweite Folge,[5] Benedikt Ledebur (Ed.), Schlebrügge, Wien 2006
- artists and poets,[6] Ugo Rondinone (Ed.), Secession, Wien 2015
- No Man'S Land: Woman Artists from the Rubell Collection,[7] Rubell Family Collection, Miami 2015
- Tamuna Sirbiladze - Not Cool but Compelling,[8] Stella Rollig, Sergey Harutoonian (Herausgeber) Verlag der Buchhandlung Walther und Franz König, zur Retrospektive im belvedere21 Museum, Vienna, 2024

## Ausstellungen (Auswahl)
1997
- Bricks and Kicks - Weather, Wien

1999
- The Sun Will Rise -  Old Gallery, Tbilisi
- Graduate Group Show - Academy of Fine Art, Tbilisi
- Auction show - Tea House Gallery, Tbilisi
- Neue Malereien - Museum der Modernen Kunst, Tbilisi

2000
- Juana e Juanita - Galleria Juana de Aizpuru, Madrid
- Aktuellestudentinnenarbeiten - kuratiert von Kasper König, Semperdepot, Wien
- Cultural Sidewalk - Gumpendorf2000- kuratiert von Heidulf Gerngross, Wien

2001
- Point of View - Künstlerhauspassage, Wien
- Plakatentwürfe, Zusammenarbeit mit Franz West - Galerie Gisela Capitain, Köln

2002
- Parlez Vous Francais, English Dictionary - Mac, Marseille
- Apartement Franz West - Deichtorhallen, Hamburg

2003
- La-Bas - kuratiert von Stephan Schmidt-Wullfen, Nexus Kunsthalle, Saalfelden
- Franz West and Friends, kuratiert von Anthony Auerbach, Austrian Cultural Forum, London
- Moon Light -  Kooperation mit Franz West, Galerie Meyer Kainer, Wien

2004
- Update -  kuratiert von Hans Peter Wipplinger, Künstlerhaus, Wien und Museum Moderner Kunst, Passau
- Le Opere I Giornie - Certosa Di San Lorenzo, Padula, Salerno
- Video Art Expo - kuratiert von Luca Gurci, Bari

2005
- Camere/Chambers - Rum, Roma
- The Red Thread - Educational Alliance Gallery, New York
- Seconda - Biennale internationale d'arte di Ferrara, Ferrara

2006
- Der Ficker - Gruppenausstellung mit Clegg & Guttmann, Rudolf Polanszky, Muntean & Rosenblum, Franz West, Wittgensteinhaus, Wien
- Esperimento Illuminismo - Albertina, Wien
- Der Ficker - Foundation de 11 Lijnen,[9] Ouldenburg

2007
- Sequence 1, Palazzo Grassi, Kooperation mit Franz West, Pinault, Venedig
- Hamsterwheel, Arsenale, Venedig
- Inconcurrence - kuratiert von Franz West, Galerie Collet Park, Paris
- Der Ficker - Gruppenausstellung mit Sophie von Hellermann, Mick Peter, Josh Smith, Thea Djordjadze, Emily Wardill, Franz West, Jonathan Viner Gallery, London

2008
- Tamuna Sirbiladze: Paintings and Elements, Jonathan Viner Gallery, London
- Grazy - Werkstatt, Graz
- Pretty Ugly, Gavin Brown's Enterprise - New York City, NY

2009
- About Premises and Promises - Galerie Andreas Huber, Wien
- Until The End Of The World - A.M.P., Athen
- The Read Thread, Galerie Dana Charkasi, Wien

2010
- Laszive Lockungen - Galerie CUC Charim Unger Contemporary, Berlin
- Franz West - Double Squint - Almine Rech Gallery, Brüssel
- Das Dinghafte in der Kunst - Galerie Nikola Vujasin, Wien

2011
- Austria Davaj! -Creative Forces of Austria - kuratiert von Kandeler Fritsch, MAK, und Irina Korobina, Schusev - Staatliches Museum für Architektur, Moskau

2012
- Naked Ground - Galerie Lisa Ruyter, Wien
- Gaiety Is The Most Outstanding Feature of the Soviet Union - Saatchi Gallery, London

2013
- 39greatjones - kuratiert von Ugo Rondinone, Galerie Eva Presenhuber, Zürich
- V-Collection[10] - Galerie Charim, Wien

2014
- Tamuna Sirbiladze - Damona - Galerie Charim,[11] Wien
- Siehe was dich sieht - 21er Haus, Belvedere, Wien
- Rade Petrasevic & Tamuna Sirbladze - V.ARE, Parkhaus Cineplex, Wien

2015
- artists and poets[12] - kuratiert von Ugo Rondinone, Secession, Wien
- Tamuna Sirbiladze - Take it Easy, Half Gallery,[13][14] New York City, NY
- Tamuna Sirbiladze - Good Enough is Never Good Enough, James Fuentes LLC,[15] New York City, NY
- No Man's Land - Rubell Family Collection,[16] Miami

2016
- Two Projects - Tamuna Sirbiladze - Almine Rech Gallery,[17] Brüssel
- Tamuna Sirbiladze - Eve's apple - in memory,[10] kuratiert von Benedikt Ledebur, Galerie Charim, Wien

2017
- Tamuna Sirbiladze - Traces of Life,[18] 08. 04. – 27. 05., Galerie Eva Presenhuber,[19] Löwenbräu Areal, Zürich
- Amazing Girls / It’s complicated,[20] 17. 05. – 18. 06., Gruppenausstellung, Kevin Space, Wien
- Gnomons, Gruppenausstellung mit Lawrence Weiner, Walter Robinson, Julie Ryan, Jason Stopa, Carolyn Marks Blackwood, Lazar Lyutakov, Doug Johnston und Karin Fauchard. 08. 07., Non-Objectif Sud (NOS), Tulette, France

2018
- almost something like revenge, 13.2. – 7.4., kuratiert von Benedikt Ledebur, Galerie Charim[21] Wien
- Known Unknowns,[22] 21.3. – 24.6. Gruppenausstellung mit Mona Osman, Stefanie Heinze, Saskia Olde Wolbers und Alida Cervantes, Saatchi Gallery,[23] London
- Elisabeth Penker, Laure Prouvost & Tamuna Sirbiladze: 64 hrs, 08.11. – 25.11., WIELS Project Room[24] Brüssel

2019
- Tamuna Sirbiladze, 21.2. – 5.4.[25], kuratiert von Rodolphe von Hofmannsthal, David Zwirner London, upper room[26] London
- Station Wien - West, 24.9. - 29.9, project statement at Prallel Vienna, mit Andreas Donhauser, Andrew Mezvinsky, Anton Herzl, Benedikt Ledebur, Christian Eisenberger, Er _ich Joham Stefan, Franz Kapfer, Franz West, Fred Jelinek, Gilo Moroder, Heidulf Gerngross, Hans Riedel, Herbert Lachmayer, Heiri Häfliger, Julie Ryan, Leopold Kessler, Marcel Hauf, Michael Mautner, Natia Kalandaze, Philip Quehenberger, Reinhard Bernsteiner, Ronald Zechner, Rudolf Polanszky, Tamuna Sirbiladze

2020
- Denis Collet, Elisabeth Penker, Laure Prouvost, Tamuna Sirbiladze, 7.3. – 9.5.[27], Galerie Hussenot, 5 bis rue de Haudriettes, Paris, kuratiert von Eric Hussenot
- Summer - Karel Appel, John M Armleder, Jean-Baptiste Bernadet, Brian Calvin, Johan Creten, Gregor Hildebrandt, Allen Jones, Alexandre Lenoir, Taryn Simon, Tamuna Sirbiladze, Thu Van Tran, Tursic & Mille, 13.6. – 1.8.[28], Almine Rech, 64 rue de Turenne, Paris

2021
- Il sorriso della sfinge, kuratiert von/curated by Ilari Valbonesi, Collegium Artisticum, Sarajevo

2022
- Tamuna Sirbiladze: Sculpting in color, kuratiert von/curated by Nina Kintsurashvili, Gallery Artbeat, Tiflis/Tbilisi

2024
- Tamuna Sirbiladze - Not Cool but Compelling, 22.3. – 11.8.[29], kuratiert von/curated by Sergey Harutoonian & Vasilena Stoyanova im/at belvedere 21, Belvedere Museum Vienna